# Annamaria Prezelj
Annamaria Prezelj (Lubiana, 30 luglio 1997) è una cestista slovena.

## Carriera
Con la Slovenia ha disputato tre edizioni dei Campionati europei (2017, 2019, 2021).